# Decetia minimaria
Decetia minimaria är en fjärilsart som beskrevs av Walker 1861. Decetia minimaria ingår i släktet Decetia och familjen Uraniidae. Inga underarter finns listade i Catalogue of Life.